# Cantonul Lille-Centre
Cantonul Lille-Centre este un canton din arondismentul Lille, departamentul Nord, regiunea Nord-Pas-de-Calais, Franța.